# Trubarevo
Trubarevo (em cirílico: Трубарево) é uma vila da Sérvia localizada no município de Ćićevac, pertencente ao distrito de Rasina, na região de Pomoravlje. A sua população era de 109 habitantes segundo o censo de 2011.

## Demografia
| 1948 | 1953 | 1961 | 1971 | 1981 | 1991 | 2002 | 2011 |
| ---- | ---- | ---- | ---- | ---- | ---- | ---- | ---- |
| 535  | 522  | 478  | 324  | 260  | 210  | 152  | 109  |